# Tocqueville (Eure)
Tocqueville è un comune francese di 131 abitanti situato nel dipartimento dell'Eure nella regione della Normandia.

## Società

### Evoluzione demografica
Abitanti censiti